# Enfin clown
Enfin clown (France) ou Un Krusty sur le toit (Québec) (Today, I am a Clown) est le 6e épisode de la saison 15 de la série télévisée d'animation Les Simpson.

## Synopsis
Krusty le clown se rend compte qu'il n'a jamais fait sa Bar Mitzvah et décide de demander à son père la cause. Celui-ci lui répond qu'il ne l'a jamais faite car il a toujours estimé Krusty trop immature et trop pitre. Krusty accepte de changer et se tourne alors plus vers sa religion, l'intégrant dans ses sketches, et refuse désormais de travailler le samedi. Il confie alors la case horaire du samedi à quelqu'un non susceptible de lui prendre sa place, Homer Simpson qui présente un talk-show en compagnie de Lenny (remplacé par Barney, puis Disco Stu), Carl et Moe. L'émission démarre difficilement mais est rapidement un succès, au tel point que Channel 6 licencie Krusty.
Krusty désespéré s'en va proposer ses services à la Fox, qui refuse la plupart de ses idées (des adaptations de reality show) pour accepter de filmer sa Bar Mitzvah.
Homer suit les conseils de Lisa : au lieu d'aborder des sujets banals, il aborde des problèmes graves, et fait fuir ses téléspectateurs, et est à son tour licencié.
Krusty organise sa Bar Mitzvah comme un grand spectacle à sketch, avec en vedette Mister T. au grand désespoir de son père. Il finit par accepter de la finir dans une synagogue et dans la tradition juive.